# Conus limpusi
Conus limpusi é uma espécie de gastrópode do gênero Conus, pertencente à família Conidae.